# Palaeochiropteryx
Genre
Palaeochiropteryx est un genre éteint de chauves-souris ayant vécu à l'Éocène moyen en Europe. Il contient deux espèces très semblables : Palaeochiropteryx tupaiodon et Palaeochiropteryx spiegeli, trouvés tous deux sur le site de Messel en Allemagne. Ces fossiles sont généralement complets et exceptionnellement bien préservés, conservant même les grandes lignes de leur fourrure, leurs oreilles et leurs membranes alaires.
Elles figurent parmi les plus anciennes chauves-souris connues, ayant vécu il y a autour de 48 millions d'années. Malgré cela, elles étaient déjà très évoluées, car on a la preuve de leur capacité à chasser par écholocation comme les chauves-souris modernes insectivores.
C'était de petites chauves-souris, avec une envergure comprise entre 25 et 30 cm. Leurs ailes étaient courtes, mais larges, indiquant une adaptation au vol lent, mais très maniable sous le couvert forestier et dans la végétation dense. Elles se nourrissaient principalement de papillons de nuit et de trichoptères et étaient probablement nocturnes.

## Découverte et classification
Les fossiles de deux espèces de Palaeochiropteryx ont d'abord été récupérés sur le site de Messel, près du village du même nom, en Allemagne en 1917. Ils ont été décrits et nommés par le naturaliste suisse Pierre Revilliod. Il les a placés dans leur propre famille, les Palaeochiropterygidae. Le nom Palaeochiropteryx signifie «Ancien main-aile», du grec ancien παλαιός (palaios, « vieux »), χείρ (kheir, « main ») et πτέρυξ (pteruks, « aile »).
Les deux espèces n'ont été trouvées qu'à Messel. Elles y sont assez communes et représentent les trois quarts de tous les fossiles de chauves-souris qui s'y trouvent,, les genres Archaeonycteris, Hassianycteris et Tachypteron forment le reste. Comme d'autres fossiles du site, ils se retrouvent souvent dans des états de conservation remarquable, gardant les traces de la fourrure, du contenu de l'estomac, des membranes des ailes et même les oreilles.
Les deux espèces appartenant au genre sont les suivantes :
- † Palaeochiropteryx tupaiodon Revilliod, 1917 ;
- † Palaeochiropteryx spiegeli Revilliod, 1917.

En 1980, leur taxon parent, Palaeochiropterygidae, a été fusionné avec les Archaeonycteridae par les paléontologues Björn Kurtén et Elaine Anderson,, mais les autorités spécialisées dans les fossiles de chauves-souris maintiennent la distinction entre les deux familles.
Le site de Messel date du Lutétien à l'Éocène moyen, il y a entre 48,6 ± 0,2 et 40,4 ± 0,2 millions d'années.
Avec Onychonycteris, Icaronycteris, Hassianycteris et Archaeonycteris, les membres de Palaeochiropteryx sont parmi les plus anciennes chauves-souris connues. Tous sont identifiables par leurs squelettes plus ou moins complets. Bien qu'il existe d'autres fossiles de chauves-souris plus anciens tels que Australonycteris, ceux-ci ne sont que des exemplaires fragmentés. Les proches parents de Palaeochiropteryx a l'Éocène moyen, Cecilionycteris, Lapichiropteryx et Microchiropteryx ont tous été récupérés à partir des restes partiels respectivement en Allemagne, Chine et Inde,.

## Description

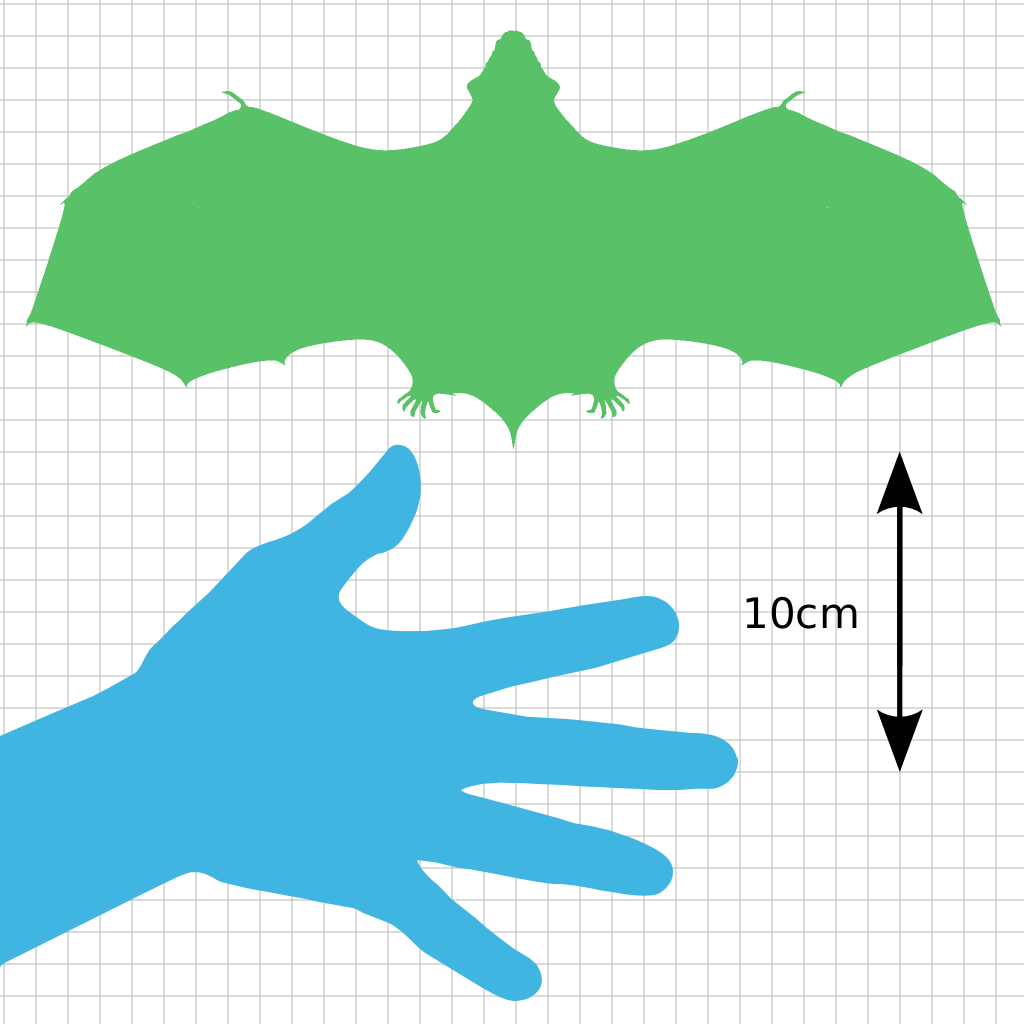
Comparaison approximative de la taille de Palaeochiropteryx (envergure: 25 à 30 cm), et d'une main d'un adulte humain (19 cm environ).

Palaeochiropteryx différait peu des chauves-souris actuelles, ce qui est surprenant, étant donné son âge relatif. Palaeochiropteryx avait des ailes formées à partir de ses mains étalées, même si ses ailes étaient moins évoluées que celles des chauves-souris modernes. Par exemple, elle possédait encore une griffe au niveau de l'index.
Les deux espèces P. tupaiodon et P. spiegeli étaient de petites chauves-souris, P. speigeli étant légèrement plus grande que P. tupaiodon. P. tupaiodon avait une masse corporelle estimée entre 7 et 10 g et une longueur d'avant-bras de 39 à 46 mm. P. spiegeli était légèrement plus grande et plus lourde, avec une masse corporelle estimée entre 10 et 13 g et une longueur d'avant-bras de 43 à 49 mm. Elles avaient une envergure de 25 à 30 cm.
La denture complète de Palaeochiropteryx est connue. Elle avait 38 dents, avec quatre incisives à la mâchoire supérieure et six à l'inférieure, quatre canines, douze prémolaires et douze molaires. Cette formule dentaire est la même qu'au moins trois familles de chauves-souris, comme les chauves-souris du genre Myotis.

## Paléobiologie et paléoécologie

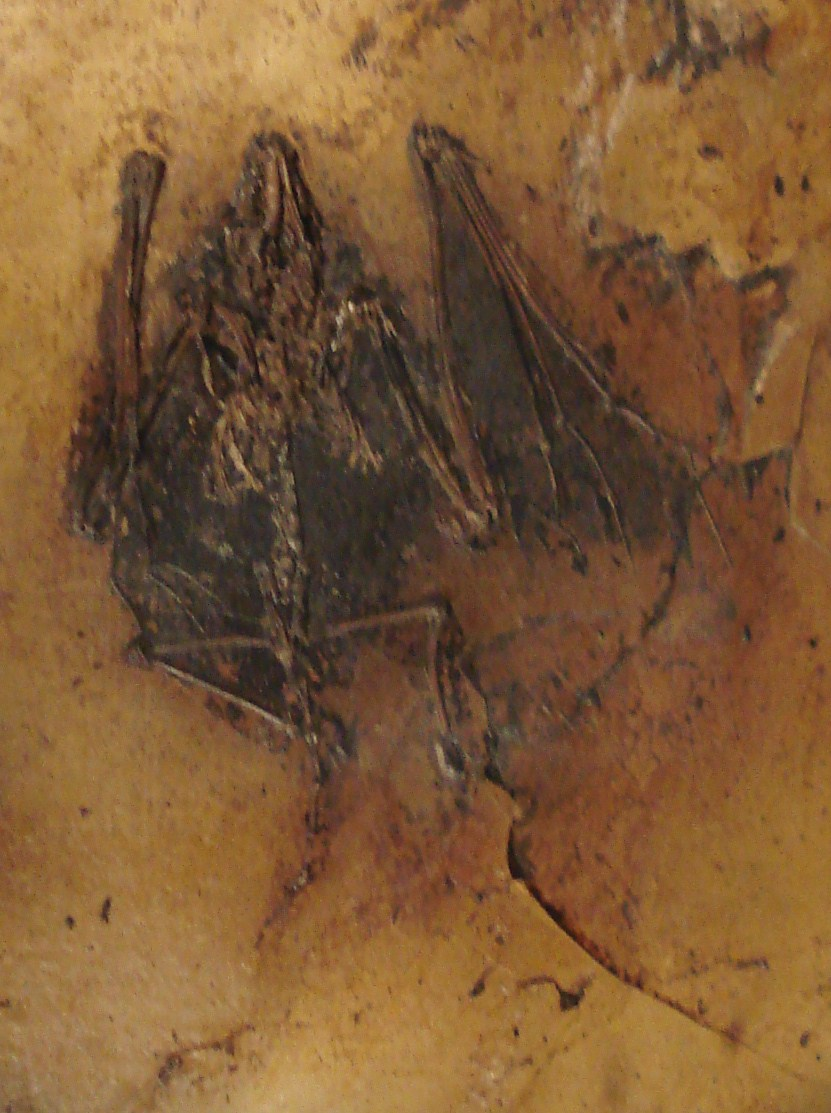
Fossil Palaeochiropteryx tupaiodon au Jura Museum d'Eichstätt en Allemagne.

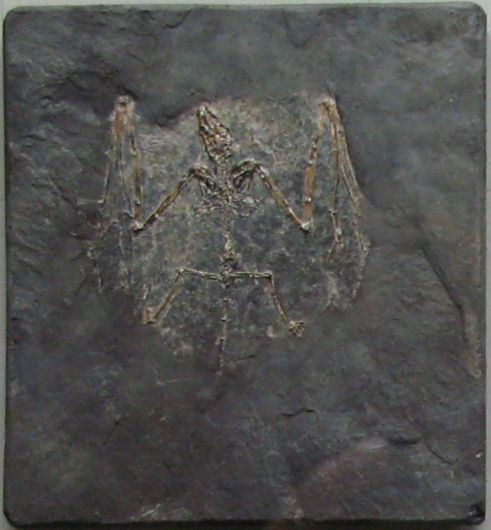
Fossile de Palaeochiropteryx au Musée national d'histoire naturelle de Stuttgart.

Le puits de Messel (connu en allemand sous le nom de Grube Messel) est l'un des plus célèbres et des plus riches sites de fossiles au monde. Le site est réputé pour la qualité de la conservation des fossiles trouvés. Conservés dans les schistes bitumineux très friables, ils conservent souvent des détails très fins des parties molles des animaux et des plantes. Comme son nom l'indique, la fosse est une cuvette sèche d'environ 60 m de profondeur. Sa surface actuelle est à environ 200 m d'altitude et couvre une superficie d'environ 1 000 m sur 700 m.
Il y a 48 millions d'années, cette cuvette était un petit lac très profond (à l'origine, d'au moins 190 m de profondeur). Il était situé à environ 10 ° au sud de son emplacement actuel dans une Europe alors tropicale et subtropicale. Messel est d'origine volcanique, probablement une caldeira créée par une éruption volcanique massive. Elle est restée géologiquement et tectoniquement active au cours de l’Éocène, libérant probablement par intermittence des bouffées de gaz toxiques volcaniques,. Un lac aux eaux quasi stagnantes et pauvres en oxygène a permis ce type de conservation des fossiles,.
Le site fossilifère de Messel était entouré d'un écosystème de jungle tropicale luxuriante grouillant de vie sauvage. Parmi eux se trouvaient plusieurs espèces de chauves-souris, y compris Palaeochiropteryx. Les fossiles de Palaeochiropteryx (en particulier Palaeochiropteryx tupaiodon) se retrouvent en grande abondance dans la fosse. Ils représentent les trois quarts de tous les fossiles de chauves-souris retrouvés dans la zone.